# Diego Dedura
Diego Dedura-Palomero (* 12. März 2008 in Berlin) ist ein deutscher Tennisspieler.

## Persönliches
Dedura kommt aus einer Tennisfamilie. Sein chilenischer Vater Cesar Palomero und seine litauische Mutter Ruta Deduraite-Palomero sind Tennistrainer und betreuen ihn auch als solche. Sein Bruder Mariano ist zwei Jahre älter und ebenfalls Tennisspieler. Er studiert an einem College in den USA.  Dedura ist gläubiger Christ. Neben Deutsch spricht er auch Englisch, Spanisch und Litauisch.
Er machte 2024 seinen Realschulabschluss mit dem Notenschnitt 3,3. Dedura wird von IMG gemanagt. Der ehemalige Tennisspieler Philipp Petzschner betreut ihn von Seiten des DTB.
Im Anschluss an sein Ausscheiden bei den BMW Open im Jahr 2025 gab er bekannt, den zweiten Teil seines Nachnamens als Spieler abzulegen.

## Karriere

### Junior Tour
2018 gewann Dedura die deutschen U10-Meisterschaften, 2021 wurde er im Einzel und Doppel U13-Meister. 2022 folgten die Meistertitel bei den U14- und 2023 auch bei den U16-Meisterschaften.
2021 spielte er erstmals auf der ITF Junior Tour, wo er noch bis Ende 2026 spielberechtigt ist. Dort nahm er einmal, im Jahr 2024, an einem Grand-Slam-Turnier teil, als er bei den Australian Open die zweite Runde im Einzel sowie das Viertelfinale im Doppel erreichte. In der Junioren-Rangliste erreichte er mit Platz 27 seine höchste Notierung. Seit 2025 spielte er kein Event der Junioren mehr.

### Erste Erfolge bei den Profis
Bei den Profis spielte Dedura 2023 mit 15 Jahren sein erstes Turnier. Im selben Jahr gewann er den ersten Punkt für die Weltrangliste durch einen Sieg ausgerechnet gegen Justin Engel bei einem Turnier der drittklassigen ITF Future Tour in Wetzlar. Engel wurde schon früh wie Dedura als großes deutsches Talent gehandelt, da beide in jungem Alter schon erfolgreich sind. Im Mai 2024 erreichte Dedura-Palomero erstmals ein Future-Viertelfinale. Zudem besiegte er bei einem höherdotierten Challenger in Augsburg zwei Spieler der Top 400, darunter in der ersten Hauptrunde Daniel Dutra da Silva. Kurze Zeit später schaffte er selber den Sprung unter die Top 1000. Über längere Zeit war er der am besten platzierte Spieler des Jahrgangs 2008. Mit drei Halbfinals sowie seiner ersten Finalteilnahme auf der Future Tour verbesserte er sich bis Jahresende auf Rang 600.
Im April 2025 schaffte Dedura seinen größten Erfolg. Er startete in der Qualifikation der BMW Open und damit erstmals bei einem Turnier der ATP Tour mit einer Wildcard. Sein deutlicher Sieg mit 6:3, 6:1 dort gegen die Nummer 100 der Weltrangliste, Mackenzie McDonald, stellte eine große Sensation dar. Obwohl er anschließend gegen Alexander Bublik verlor, rückte er als Lucky Loser ins Hauptfeld nach, wo er auf den Weltranglisten-29. Denis Shapovalov traf. Der Deutsche überraschte erneut und gewann den ersten Satz im Tie-Break, nachdem es keinen einzigen Breakball gegeben hatte. Beim Stand von 7:6, 3:0 gab Shapovalov auf, wodurch Dedura zum ersten Spieler des Jahrgangs wurde, der ein ATP-Match gewann. In der zweiten Runde traf Dedura auf Zizou Bergs aus Belgien, gegen den er mit 1:6 und 1:6 verlor.